# 尼亚米纳丹昆库
尼亞米納丹昆庫（英語：Niamina Dankunku）是西非國家甘比亞中河區轄下的10個縣之一。
岡比亞國家情報局前局長凱巴•塞賽在2009年去世之前一直居住於尼亞米納丹昆庫。2021年，尼亞米納丹昆庫安裝了第一盞太陽能路燈。